# Новолучанская улица (Великий Новгород)
Новолуча́нская — улица в Великом Новгороде, находится на Софийской стороне. Начинается в центре города у Кремлёвского парка с т-образного перекрёстка с улицей Газон, идёт в северо-западном направлении до промышленной зоны, примыкающей к железной дороге. Протяжённость — 1390 м. Примерно в середине пересекается с валом Окольного города. В этом же месте до 1970-х годов протекала речка Гзень.

## История
В XVIII—XX веках улица называлась Лучинская. Решением Новгорисполкома от 25 октября 1948 года была переименована в улицу Комсомольскую. Решением Новгорсовета народных депутатов от 12 сентября 1991 года получила название Новолучанская, которое было закреплено решением Новгордумы от 31 мая 1999 года.
В современном виде застройка улицы начала формироваться после Великой Отечественной войны. Первая часть Новолучанской, до перекрёстка с Предтеченской улицей, состоит из так называемых сталинских жилых домов. Последний участок, после перекрёстка с улицей Германа, жилой застройки не имеет.
На Новолучанской улице расположена церковь Фёдора Стратилата на Щиркове улице и, напротив церкви, — здание Областной  прокуратуры.